# Lill-Holmträsket, Västerbotten
Lill-Holmträsket är en sjö i Skellefteå kommun i Västerbotten och ingår i Rickleåns huvudavrinningsområde. Sjön har en area på 0,77 kvadratkilometer och ligger 278,1 meter över havet. Sjön avvattnas av vattendraget Svartån.

## Delavrinningsområde
Lill-Holmträsket ingår i det delavrinningsområde (718525-168019) som SMHI kallar för Ovan 718252-168150. Medelhöjden är 314 meter över havet och ytan är 12,22 kvadratkilometer. Det finns inga avrinningsområden uppströms utan avrinningsområdet är högsta punkten. Svartån som avvattnar avrinningsområdet har biflödesordning 3, vilket innebär att vattnet flödar genom totalt 3 vattendrag innan det når havet efter 121 kilometer. Avrinningsområdet består mestadels av skog (86 procent). Avrinningsområdet har 0,77 kvadratkilometer vattenytor vilket ger det en sjöprocent på 6,3 procent.